# Papari
Papari es un pueblo ubicado en el municipio de Bihać, en el cantón de Una-Sana, Bosnia y Herzegovina.

## Superficie
Posee una superficie de 3,87 kilómetros cuadrados.

## Demografía
Hasta 2013 la población era de 511 habitantes, con una densidad de población de 132,2 habitantes por kilómetro cuadrado.